# 20778 Ванчаохао
20778 Ванчаохао (20778 Wangchaohao) — астероїд головного поясу, відкритий 1 вересня 2000 року.
Тіссеранів параметр щодо Юпітера — 3,509.